# 张家港市第一人民医院
张家港市第一人民医院（张家港市红十字医院），是中国江苏省的一所医院，为二级甲等医院，位于张家港市杨宿镇河西路140号。

## 规模
张家港市第一人民医院总床位550张，日门诊量1200人次。